# Leucopleurus acutus
Il lagenorinco acuto (Leucopleurus acutus (J. E. Gray, 1828)) è un delfino dalla colorazione caratteristica diffuso nelle acque temperato-fredde dell'Atlantico settentrionale. È l'unica specie del genere monotipico Leucopleurus J. E. Gray, 1846. Le analisi filogenetiche fanno ipotizzare che sia il membro più basale della famiglia dei Delfinidi (Delphinidae).

## Descrizione

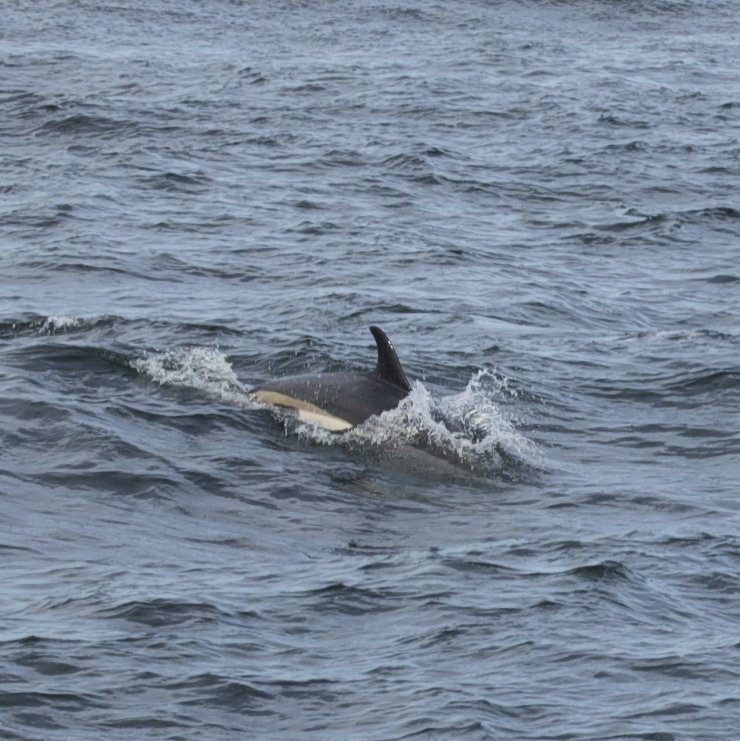
Un lagenorinco acuto al largo della costa di Cape Ann (Massachusetts).

È leggermente più grande della maggior parte degli altri delfini oceanici. Lungo poco più di un metro alla nascita, può raggiungere, a piena maturità, circa 2,8 m (i maschi) o 2,5 m (le femmine). Una volta adulto, pesa 180-230 kg. Le femmine raggiungono la maturità sessuale tra i 6 e i 12 anni, i maschi tra i 7 e gli 11. Il periodo di gestazione è di 11 mesi e l'allattamento dura circa 18 mesi - come nella maggior parte dei delfini. Alcuni esemplari possono raggiungere i 17 anni di età.
Una caratteristica chiave per riconoscere la specie è la zona di colore variabile dal bianco al giallo chiaro che si trova su ogni lato del corpo dietro la pinna dorsale. Questa variazione di colore è rara tra i cetacei oceanici, che presentano generalmente una livrea mista dai toni bianchi, grigi e blu. Il resto della colorazione del corpo è ben delineato: il mento, la gola e l'addome sono bianchi; le pinne pettorali, la pinna dorsale e il dorso vanno dal grigio scuro al nero, fatta eccezione per la zona gialla già ricordata; un'ulteriore zona bianca si trova sotto la pinna dorsale, sopra una striscia grigio chiaro che va dal rostro, passando sopra l'occhio, fino al peduncolo caudale.
Le dimensioni dei gruppi di lagenorinchi variano in base alla località: quelli vicino alle coste di Terranova sono formati per lo più da una sessantina di individui, ma sono piuttosto più piccoli a est dell'Islanda. Dall'analisi dei contenuti stomacali degli esemplari spiaggiati risulta che la dieta principale di questa specie è formata da pesci come aringhe e sgombri e da calamari. Il lagenorinco acuto è un delfino piuttosto acrobatico e desideroso di interagire con le imbarcazioni, ma non è così gregario come il lagenorinco rostrobianco e il delfino comune.

## Distribuzione e habitat
La specie è endemica dell'Atlantico settentrionale. Il suo areale è delimitato dal mare di Norvegia a nord-est, dallo stretto di Davis a nord-ovest, dalla Carolina del Nord a sud-ovest e dal mare Celtico (o forse dalle Azzorre) a sud-est. La densità di popolazione è particolarmente elevata lungo le coste di Terranova e Capo Cod e nel triangolo di mare tra Regno Unito, Islanda e Groenlandia e mare del Nord. Nel 2008 è stata segnalata per la prima volta la presenza del lagenorinco acuto e del peponocefalo nella Carolina del Sud, dopo che alcuni esemplari erano stati trovati spiaggiati. La specie tende a trattenersi sulla piattaforma continentale, intorno a 100 m di profondità. Mostra una certa preferenza per le aree caratterizzate da scarpate continentali scoscese e canyon. Viene avvistata prevalentemente in acque fredde poco salate, ma non è chiaro se questo sia dovuto a una sua preferenza o se questi fattori influenzino la distribuzione delle prede.
Gli studiosi hanno stimato che sulla piattaforma continentale degli Stati Uniti e ai suoi margini vivano circa 300000 esemplari. Altri 120000 sarebbero quelli che trascorrono l'estate nel golfo di San Lorenzo. Nelle acque del Nordamerica orientale il numero di capi aumenta verso sud in inverno e in primavera in associazione con le acque fredde provenienti dal golfo del Maine. Finora sono stati due i progetti portati avanti per tentare di stimare il trend della popolazione - il progetto di indagine multinazionale Small Cetacean Abundance in the North Sea and Adjacent Waters (SCANS) e il North Atlantic Sightings Survey (NASS). Le indagini dello SCANS, tuttavia, non sono riuscite a dare una stima specie specifica, in quanto combinavano dati riguardanti sia il lagenorinco acuto che il lagenorinco rostrobianco. Le indagini del NASS non sono riuscite a indicare se il trend della popolazione sia positivo o negativo.

## Biologia

### Alimentazione
Il lagenorinco acuto si nutre per lo più di aringhe, naselli e calamari. Tuttavia, consuma un'ampia varietà di prede, dai piccoli sgombri a vari pesci di fondale. Più esemplari sono stati visti collaborare nella caccia in superficie ed è stato ipotizzato che i gruppi più numerosi si suddividano in unità più piccole quando è il momento di alimentarsi.

### Comportamento sociale
Come tutte le specie della famiglia dei delfini, i lagenorinchi acuti sono animali molto gregari. Spesso viaggiano in grandi branchi ed esibiscono comportamenti aerei quando si spostano. I componenti di un gruppo variano da alcune decine di esemplari ad alcune centinaia, ma le dimensioni medie si aggirano intorno ai 50 capi. Tuttavia, sembra esserci poca parentela tra i membri, anzi, studi effettuati in zone diverse dell'areale hanno scoperto che gli individui di un gruppo non erano prevalentemente imparentati tra loro. I giovani trascorrono almeno un po' di tempo in gruppi separati da quelli degli adulti. I lagenorinchi acuti saltano e balzano più frequentemente quando sono in gruppi numerosi, pertanto questo comportamento potrebbe avere un contesto sociale. Hanno un vasto reportorio vocale, che comprende strilli, fischi, schiocchi e ronzii. È stato ipotizzato che queste vocalizzazioni vengano usate per comunicare, in quanto la produzione di suoni aumenta durante la socializzazione.
Nonostante siano creature docili, note anche per interagire in modo non violento con varie specie di cetacei, in particolare con i globicefali (Globicephala melas), sono stati registrati anche casi di aggressioni violente ai danni delle focene, che vengono attaccate fino a quando non soccombono a causa delle ferite ricevute, un comportamento simile a quello osservato nei tursiopi.

### Migrazioni
I lagenorinchi acuti non intraprendono migrazioni stagionali vere e proprie; comunque, si spostano da un luogo all'altro dell'areale al seguito delle loro prede. Ad esempio, nelle acque al largo del Nordamerica orientale si spostano a sud in inverno e primavera.

### Riproduzione
La maggior parte dei piccoli nasce intorno a giugno e luglio. Il periodo di gestazione è di 11 mesi e l'allattamento si protrae per circa 18 mesi. L'intervallo tra una nascita e l'altra varia tra uno e tre anni.
Le femmine raggiungono la maturità sessuale intorno ai 6-12 anni di età, i maschi intorno a 7-11 anni. Probabilmente vi è una stagione degli amori vera e propria, che ha inizio in febbraio, dal momento che in alcuni maschi sono stati trovati testicoli in stato di dormienza.

## Tassonomia
Il lagenorinco acuto venne descritto per la prima volta da John Edward Gray nel 1828. Il nome scientifico acutus deriva dal latino e significa «appuntito», e si riferisce alla forma chiaramente appuntita della pinna dorsale. In precedenza veniva classificato nel genere Lagenorhynchus, ma studi più recenti hanno indicato che questo genere è parafiletico: pertanto, la specie viene oggi posta nel genere monotipico Leucopleurus.

## Rapporti con l'uomo

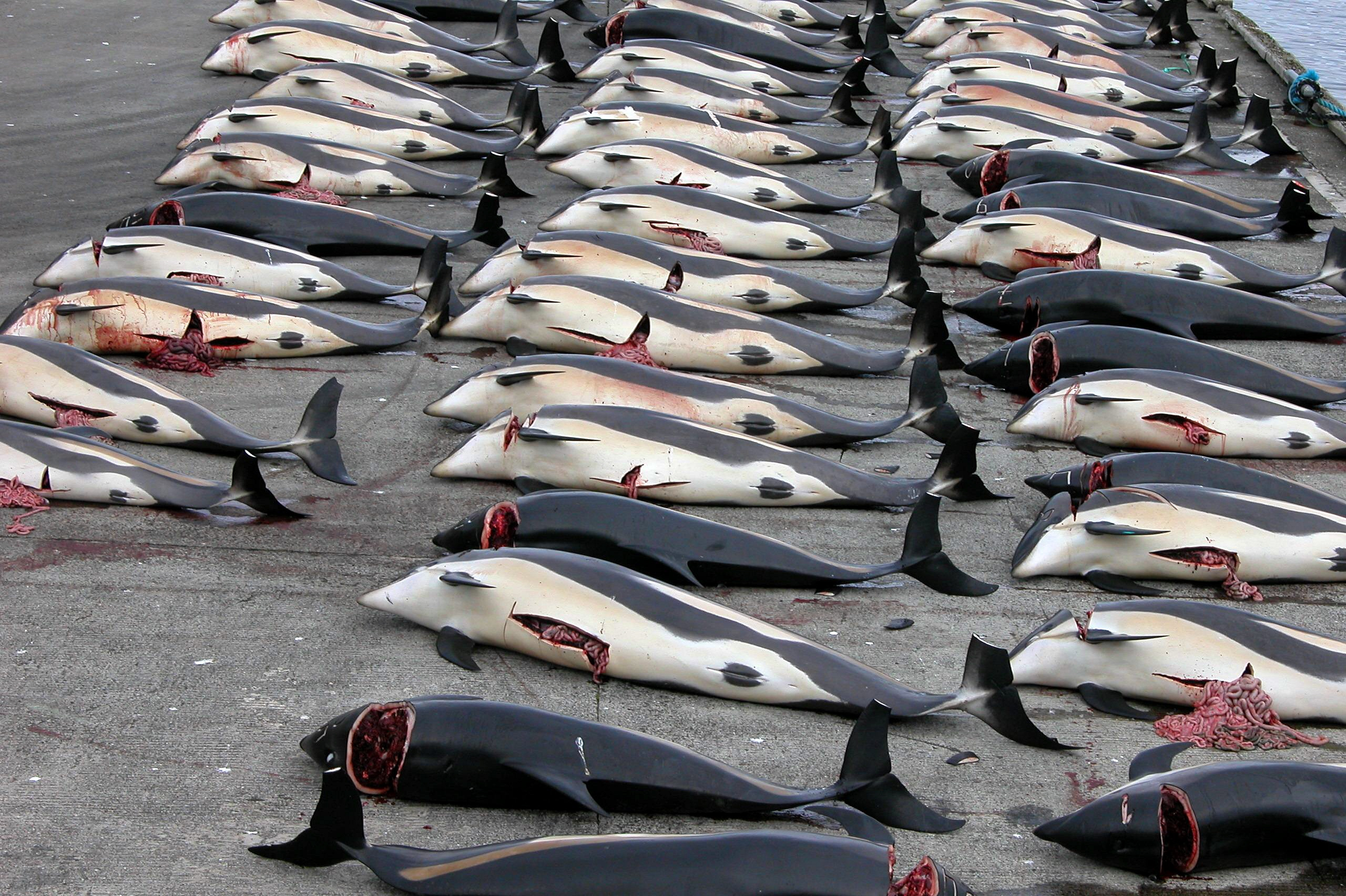
Lagenorinchi uccisi a Hvalba (isole Fær Øer) nell'agosto 2006.

### Caccia
In passato, un gran numero di lagenorinchi scuri veniva ucciso ogni anno in spedizioni che partivano dalla Norvegia e da Terranova. Queste ultimamente sono cessate, anche se le catture procedono in misura minore nelle isole Fær Øer, dove la carne e il grasso sono molto apprezzati come cibo. Le catture registrate negli anni dal 1995 al 1998 furono rispettivamente 157, 152, 350 e 438. Nel 2002, il numero dichiarato di uccisioni fu 774. Nella maggior parte degli anni, tuttavia, non viene ucciso nessun esemplare: nel 2017, ad esempio, sono stati uccisi i membri di diversi branchi, ma era da undici anni che nessun lagenorinco veniva ucciso a nord dell'isola più meridionale. Nel settembre 2021, un grosso branco di 1428 capi è stato intrappolato nello Skálafjørður e sterminato.

### Catture accessorie
Un certo numero di lagenorinchi acuti rimane anche vittima delle reti utilizzate nella pesca commerciale, soprattutto in Canada, Stati Uniti, Regno Unito e Irlanda. Gli osservatori della pesca statunitensi hanno segnalato, tra il 1977 e il 1988, la cattura di 13 esemplari negli Stati Uniti nord-orientali, 11 dei quali nell'ambito della pesca allo sgombro. Altri esemplari rimangono impigliati in reti da traino pelagiche o superficiali o in reti da posta derivanti.

### Inquinamento acustico
Qualsiasi rumore subacqueo di origine antropica costituisce un potenziale disturbo per i lagenorinchi acuti, in quanto questi animali utilizzano i suoni per comunicare e catturare le prede. Un'indagine condotta nel Regno Unito ha dimostrato che il numero degli avvistamenti diminuisce nel caso vengano sparati dei colpi con fucili ad aria compressa.

### Inquinamento
In tutto il loro areale, nei tessuti corporei di esemplari di lagenorinco acuto sono stati identificati inquinanti organici persistenti (POP) come PCB e pesticidi organoclorurati (ad esempio DDT o DDE) e ritardanti di fiamma all'etere di difenile polibromurato (PBDE). Dato che i maschi presentavano livelli più alti di PCB, è probabile che le femmine trasmettano parte dei contaminanti alla prole durante l'allattamento. Analogamente ad altre specie, gli studi hanno identificato anche metalli pesanti nei lagenorinchi acuti, compresi i livelli di cadmio più elevati rispetto ad altre specie di delfini delle latitudini meridionali. Quali siano le conseguenze di questa contaminazione, tuttavia, è tuttora ignoto.

### Conservazione
L'Unione internazionale per la conservazione della natura (IUCN) classifica attualmente il lagenorinco acuto come «specie a rischio minimo» (Least Concern).
Le popolazioni del mare del Nord e del mar Baltico figurano nell'Appendice II della Convenzione sulla conservazione delle specie migratrici degli animali selvatici (CMS), in quanto richiederebbero o trarrebbero un significativo beneficio da accordi internazionali specifici. La specie è particolarmente sensibile all'inquinamento, come ha rivelato uno studio del 1997 che ha coinvolto le popolazioni britanniche e irlandesi.
Inoltre, il lagenorinco acuto rientra nell'Accordo sulla conservazione dei piccoli cetacei del Mar Baltico, dell'Atlantico nord-orientale, del Mare d'Irlanda e del Mare del Nord (ASCOBANS).